# Turbiteenmövchen
| Turbiteenmövchen                            | Turbiteenmövchen                 |
| ELRT-Nr. 0716                               | ELRT-Nr. 0716                    |
| ------------------------------------------- | -------------------------------- |
| Rassengruppe                                | Mövchentauben                    |
| Standardbestimmend im Europäischen Verband: | National Pigeon Association (GB) |
| Liste von Haustaubenrassen                  |                                  |

Die Turbiteenmövchen gehören zu den Haustauben. Sie haben leichte Veränderungen gegenüber der Mutter aller Tauben, der Felsentaube. Es handelt sich um eine kleine Taube mit eleganten Proportionen. Ihre genaue Herkunft ist unbekannt, sie kamen aus der Türkei in der zweiten Hälfte des 19. Jahrhunderts nach Europa.